# 北バチュカ郡

北バチュカ郡
Севернобачки округ
Severnobački okrug

北バチュカ郡（きたバチュカぐん、セルビア語: Севернобачки округ, Severnobački,ハンガリー語: Észak-bácskai körzet,クロアチア語: Sjevernobački okrug,スロバキア語: Severobáčsky okres,パンノニア・ルシン語:Сивернобачки окрух,ルーマニア語: Districtul Bacica de Nord）はセルビア北部ヴォイヴォディナ自治州に位置する郡である。人口は2002年の国勢調査で200,140人で、郡都はスボティツァである。

## 基礎自治体
北バチュカ郡は3つの基礎自治体と45の市町村で構成されている。
- スボティツァ（Subotica）（ハンガリー語: Szabadka）
- バチュカ・トポラ（Bačka Topola）（ハンガリー語: Topolya）
- マリ・イジョシュ（Mali Iđoš）（ハンガリー語: Kishegyes）

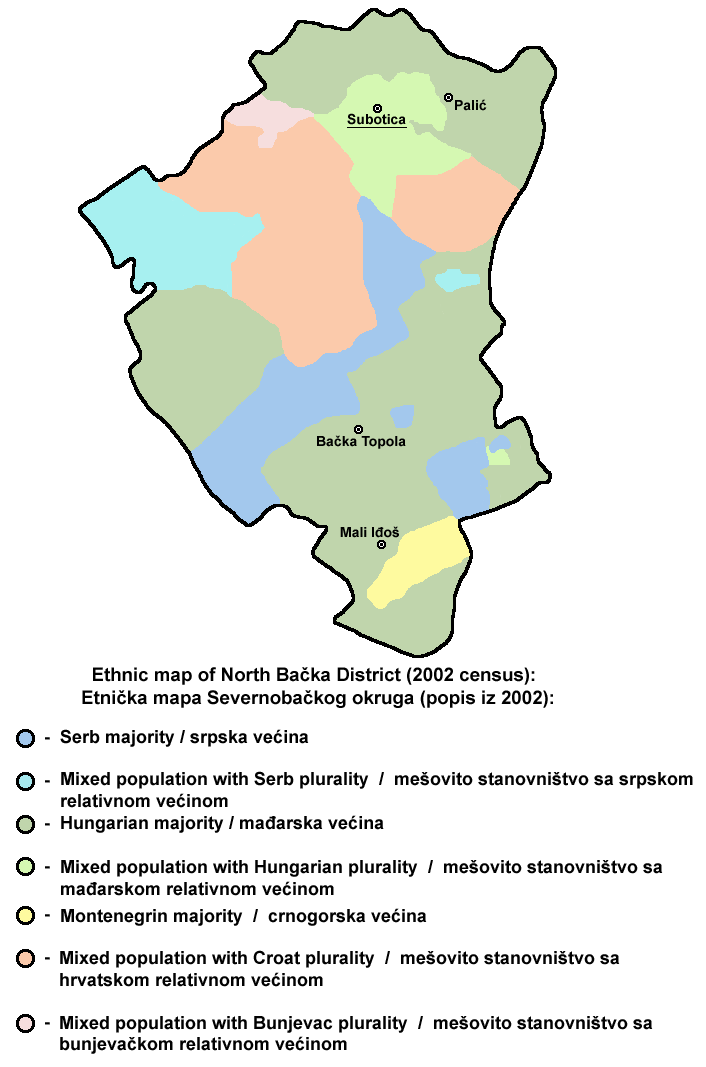
民族構成

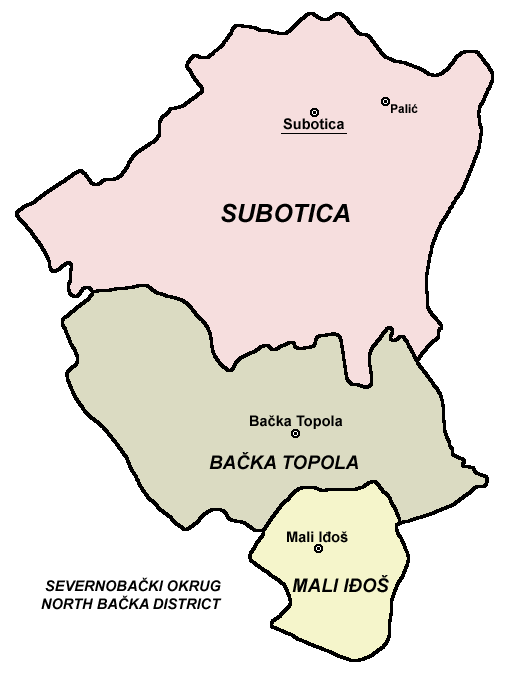
基礎自治体

## 民族構成
北バチュカ郡は様々な民族によって構成されている。2002年現在の割合は以下の通り。
- ハンガリー人 87,181人(43.56%)
- セルビア人 54,856人(27.4%)
- クロアチア人 17,227人(8.6%)
- ブニェヴァツ人 16,454人(8.22%)
- ユーゴスラビア人 9,488人(4.74%)
- その他

合計では南スラヴ系（セルビア人、クロアチア人、ブニェヴツィ人、ユーゴスラビア人）の民族が98,025人（48.96%）を占める。
バチュカ・トポラ（58.94％）、マリ・イジョシュ（55.92%）ではハンガリー人が過半数を占める。スボティツァではハンガリー人（38.47%）、セルビア人（25.39%）、クロアチア人（11.24%）、ブニェヴァツ人（10.95%）、ユーゴスラビア人（5.76%）など混合している。45の市町村のうち20はハンガリー人が、16はセルビア人、7はクロアチア人、ブニェヴァツ人が多数を占め、2つはそれぞれの民族が混合している。

## 話者割合
- ハンガリー語 88,464人(44.20%)
- セルビア語 88,323人(44.13%)
- クロアチア語 9,106人(4.55%)

北バチュカ郡全体では南スラヴ系諸語（セルビア語、クロアチア語等）の話者数が97,429人（48.68%）でほぼ半数を占めハンガリー語話者と拮抗する。

## 宗教
- ローマ・カトリック 117,456人(58.69%)
- 正教 55,028人(27.50%)
- プロテスタント 9,844人(4.92%)
- その他

北バチュカ郡の中心都市であるスボティツァは多様な宗教や民族が集まっている。多数はカトリック系が占めるが正教や他に30以上の小規模な宗教の共同体も存在する。重要な宗教的建物はアビラのテレサ聖堂が1797年から、フランシスコ会の修道院が1723年から存在し、正教の教会は18世紀からのものである。

## 経済
豊富な農産物資源に恵まれ、食品加工業が発達した地域である。29 novembarなどの食肉加工、PionirやFidelinkaなどの製菓、パン、小麦製造などの企業が立地する。